# Facultad de Medicina de Paris-Est-Créteil-Val-de-Marne
La facultad de salud de Créteil es un componente de la Universidad Paris-Est-Créteil-Val-de-Marne (UPEC, París-XII). Está ubicado dentro del Hospital Universitario Henri-Mondor .

## Histórico
La facultad de medicina de Créteil fue fundada en 1970, mediante decreto del 21 de marzo de 1970 por el que se designaban las universidades de la academia de París.
El Prof. Pierre Wolkenstein es Decano de la Facultad de Medicina de la UPEC. Fue nombrado profesor universitario de la UPEC y médico hospitalario del Hospital Henri-Mondor en 2004. Es médico especialista en dermatología.

## Educación
La facultad está formada por departamentos de formación:
- departamento de estudios médicos,
- departamento universitario de docencia e investigación de medicina general (DUERMG)
- departamento de maestría (biología-salud y salud),
- departamento universitario de educación médica continua.
- Escuela Superior Montsouris (formación de directivos sanitarios),
- Instituto de formación en terapia ocupacional.

### Artículos relacionados
- Universidad de París-Est Créteil Val de Marne